# Blinding Lights
A Blinding Lights The Weeknd kanadai énekes 2020-as After Hours című negyedik stúdióalbumának második kislemeze, mely 2019. november 29-én jelent meg az XO és Republic Records kiadók gondozásában. A dal szerzői és producerei The Weeknd, Max Martin és Oscar Holter voltak, továbbá a dalszerzésben részt vett még Ahmad Balshe és Jason Quenneville is.
A Blinding Lights első helyet ért el a Canadian Hot 100 kislemezlistán, mely The Weeknd ötödik elsősége volt karrierje során. Az Egyesült Államokban négy hétig vezette a Billboard Hot 100 listát, és számos rekordot beállított: a legtovább top 5-ös, top 10-es, top 20-as, top 40-es és top 100-as dal lett a lista történetében, továbbá az első dal lett, amely egy teljes évig tudott az első tíz között szerepelni. Ezen kívül a Hot 100 valaha volt legtovább listás dalává vált, és a 2020-as év végi összesített lista első helyén végzett. A dal emellett első helyezést ért el az Egyesült Királyságban és további 31 országban.
The Weeknd karrierjének legsikeresebb kislemeze lett, 2020-ban a világ legjobban teljesítő dala lett, az International Federation of the Phonographic Industry (IFPI) szerint 2,72 milliárd streamet ért el világszerte. 2020-ban a Blinding Lights volt a Spofity legtöbbet streamelt dala, a valaha volt második legtöbbet streamelt kislemez a platformon, továbbá a leggyorsabban 2 milliárd streamet elért dal a Spotify történetében. Három hivatalos remixet adtak ki a Blinding Lightshoz: az első a Chromatics elektronikus zenei együttestől, a második a Major Lazer elektronikus dance zenei együttestől, míg a harmadik Rosalía énekesnővel készült.

## Közreműködők
Közreműködők listája az énekes honlapja és a  Tidalon található információk alapján.
- The Weeknd – dalszerzés, vokál, produceri munka, zenei programozás, billentyűs hangszerek, basszusgitár, gitár, dobok
- Belly – dalszerzés
- Jason Quenneville – dalszerzés
- Max Martin – dalszerzés, produceri munka, zenei programozás, billentyűs hangszerek, basszusgitár, gitár, dobok
- Oscar Holter – dalszerzés, produceri munka, zenei programozás, billentyűs hangszerek, basszusgitár, gitár, dobok
- Shin Kamiyama – hangmérnök
- Cory Bice – hangmérnöki asszisztens
- Jeremy Lertola – hangmérnöki asszisztens
- Sean Klein – hangmérnöki asszisztens
- Serban Ghenea – hangkeverés
- John Hanes – hangmérnök a hangkeverésnél
- Dave Kutch – maszterelés
- Kevin Peterson – maszterelés

## Slágerlistás helyezések
| Lista (2019–2021)                     | Legjobb helyezés |
| ------------------------------------- | ---------------- |
| Argentina (Argentina Hot 100)         | 11               |
| Ausztrália (ARIA)                     | 1                |
| Ausztria (Ö3 Austria Top 40)          | 1                |
| Belgium (Ultratop 50 Flanders)        | 1                |
| Belgium (Ultratop 50 Wallonia)        | 1                |
| Bolívia (Monitor Latino)              | 1                |
| Brazília (Top 100 Brasil)             | 51               |
| Kanada (Canadian Hot 100)             | 1                |
| Kanada AC (Billboard)                 | 1                |
| Kanada CHR/Top 40 (Billboard)         | 1                |
| Kanada Hot AC (Billboard)             | 1                |
| Chile (Monitor Latino)                | 7                |
| Kolumbia (National-Report)            | 66               |
| Costa Rica (Monitor Latino)           | 7                |
| Horvátország (HRT)                    | 1                |
| Csehország (Rádio Top 100)            | 1                |
| Csehország (Singles Digitál Top 100)  | 1                |
| Dánia (Tracklisten Top 40)            | 1                |
| Ecuador (Monitor Latino)              | 5                |
| El Salvador (Monitor Latino)          | 4                |
| Észtország (Eesti Tipp-40)            | 1                |
| Euro Digital Song Sales (Billboard)   | 1                |
| Finnország (Singlet Top 20)           | 1                |
| Franciaország (Single Top 100)        | 1                |
| Németország (Media Control Charts)    | 1                |
| Global 200 (Billboard)                | 1                |
| Görögország (IFPI)                    | 1                |
| Honduras (Monitor Latino)             | 8                |
| Magyarország (Dance Top 40)           | 10               |
| Magyarország (Rádiós Top 40)          | 1                |
| Magyarország (Single Top 40)          | 2                |
| Magyarország (Stream Top 40)          | 1                |
| Izland (Plötutíðindi)                 | 1                |
| Írország (IRMA)                       | 1                |
| Izrael (Media Forest)                 | 1                |
| Olaszország (FIMI)                    | 1                |
| Japán (Billboard Japan Hot 100)       | 59               |
| Lettország (LAIPA)                    | 1                |
| Libanon (OLT20)                       | 2                |
| Litvánia (AGATA)                      | 1                |
| Malajzia (RIM)                        | 2                |
| Mexikó Rádió (Billboard)              | 1                |
| Mexikó Streaming (AMPROFON)           | 7                |
| Hollandia (Top 40)                    | 1                |
| Hollandia (Single Top 100)            | 1                |
| Új-Zéland (Recorded Music NZ)         | 1                |
| Nicaragua (Monitor Latino)            | 11               |
| Norvégia (VG-lista)                   | 1                |
| Panama (Monitor Latino)               | 9                |
| Paraguay (Monitor Latino)             | 11               |
| Peru (Monitor Latino)                 | 17               |
| Lengyelország (Polish Airplay Top 20) | 1                |
| Portugália (AFP)                      | 1                |
| Puerto Rico (Monitor Latino)          | 5                |
| Románia (Airplay 100)                 | 7                |
| Skócia (Scottish Singles Top 40)      | 1                |
| Szingapúr (RIAS)                      | 1                |
| Szlovákia (Rádio Top 100)             | 1                |
| Szlovákia (Singles Digitál Top 100)   | 1                |
| Szlovénia (SloTop50)                  | 1                |
| Dél-Korea (Gaon)                      | 136              |
| Spanyolország (PROMUSICAE)            | 5                |
| Svédország (Sverigetopplistan)        | 1                |
| Svájc (Schweizer Hitparade)           | 1                |
| Egyesült Királyság (UK Singles Chart) | 1                |
| Egyesült Királyság (UK R&B Chart)     | 1                |
| Uruguay (Monitor Latino)              | 4                |
| US Billboard Hot 100                  | 1                |
| US Adult Contemporary (Billboard)     | 1                |
| US Adult Top 40 (Billboard)           | 1                |
| US Dance/Mix Show Airplay (Billboard) | 2                |
| US Hot Dance Club Songs (Billboard)   | 44               |
| US Hot R&B/Hip-Hop Songs (Billboard)  | 1                |
| US Mainstream Top 40 (Billboard)      | 1                |
| US Rhythmic (Billboard)               | 2                |
| US Rolling Stone Top 100              | 1                |
| Venezuela Anglo (Record Report)       | 1                |
| Venezuela Rock (Record Report)        | 1                |

| Lista (2020)                 | Helyezés |
| ---------------------------- | -------- |
| Brazília (Pro-Música Brasil) | 24       |
| Paraguay (SGP)               | 55       |

| Lista (2020)                           | Helyezés |
| -------------------------------------- | -------- |
| Argentína Airplay (Monitor Latino)     | 8        |
| Ausztrália (ARIA)                      | 1        |
| Ausztria (Ö3 Austria Top 40)           | 1        |
| Belgium (Ultratop Flanders)            | 1        |
| Belgium (Ultratop Wallonia)            | 1        |
| Bolívia (Monitor Latino)               | 2        |
| Kanada (Canadian Hot 100)              | 2        |
| Chile (Monitor Latino)                 | 19       |
| Kolumbia Rádió (Monitor Latino)        | 84       |
| Costa Rica (Monitor Latino)            | 16       |
| Dánia (Tracklisten)                    | 1        |
| Dominikai Köztársaság (Monitor Latino) | 63       |
| Ecuador (Monitor Latino)               | 23       |
| El Salvador (Monitor Latino)           | 4        |
| Franciaország (SNEP)                   | 2        |
| Németország (Official German Charts)   | 1        |
| Global Digital Single (IFPI)           | 1        |
| Guatemala (Monitor Latino)             | 83       |
| Honduras (Monitor Latino)              | 14       |
| Magyarország (Dance Top 40)            | 36       |
| Magyarország (Rádiós Top 40)           | 5        |
| Magyarország (Single Top 40)           | 4        |
| Izland (Plötutíðindi)                  | 1        |
| Írország (IRMA)                        | 1        |
| Olaszország (FIMI)                     | 8        |
| Japán Hot Overseas (Billboard)         | 6        |
| Latin America (Monitor Latino)         | 6        |
| Mexikó (Monitor Latino)                | 1        |
| Hollandia (Dutch Top 40)               | 1        |
| Hollandia (Single Top 100)             | 1        |
| Új-Zéland (Recorded Music NZ)          | 2        |
| Nicaragua (Monitor Latino)             | 21       |
| Norvégia (VG-lista)                    | 2        |
| Panama (Monitor Latino)                | 13       |
| Paraguay (Monitor Latino)              | 43       |
| Peru (Monitor Latino)                  | 31       |
| Lengyelország (ZPAV)                   | 1        |
| Puerto Rico (Monitor Latino)           | 11       |
| Románia (Airplay 100)                  | 22       |
| Oroszország Airplay (Tophit)           | 1        |
| Szlovénia (SloTop50)                   | 1        |
| Spanyolország (PROMUSICAE)             | 3        |
| Svédország (Sverigetopplistan)         | 2        |
| Svájc (Schweizer Hitparade)            | 1        |
| Ukrajna Rádió (Tophit)                 | 8        |
| Egyesült Királyság (OCC)               | 1        |
| Uruguay (Monitor Latino)               | 18       |
| US Billboard Hot 100                   | 1        |
| US Adult Contemporary (Billboard)      | 10       |
| US Adult Top 40 (Billboard)            | 2        |
| US Dance/Mix Show Airplay (Billboard)  | 3        |
| US Hot R&B/Hip-Hop Songs (Billboard)   | 1        |
| US Mainstream Top 40 (Billboard)       | 1        |
| US Rhythmic (Billboard)                | 11       |
| Venezuela Airplay (Monitor Latino)     | 71       |

## Minősítések
| Régió | Minősítés   | Eladott példányszám |
| --- | ----------- | ------------------- |
| Ausztrália (ARIA) | 10× platina | 700 000‡            |
| Ausztria (IFPI Austria)                                                                                                 | 3× platina  | 90 000‡             |
| Belgium (BEA) | 4× platina  | 160 000‡            |
| Brazília (Pro-Música Brasil)                                                                                            | 2× gyémánt  | 320 000‡            |
| Kanada (Music Canada)                                                                                                   | gyémánt     | 800 000‡            |
| Dánia (IFPI Denmark) | 4× platina  | 360 000‡            |
| Franciaország (SNEP) | gyémánt     | 333 333‡            |
| Németország (BVMI) | gyémánt     | 1 000 000‡          |
| Olaszország (FIMI) | 4× platina  | 280 000‡            |
| Mexikó (AMPROFON) | 3× platina  | 180 000‡            |
| Új-Zéland (RMNZ) | 5× platina  | 150 000‡            |
| Norvégia (IFPI Norway)                                                                                                  | 5× platina  | 300 000‡            |
| Lengyelország (ZPAV) | 2× gyémánt  | 200 000‡            |
| Portugália (AFP) | 6× platina  | 60 000‡             |
| Spanyolország (PROMUSICAE)                                                                                              | 6× platina  | 240 000‡            |
| Egyesült Királyság (BPI)                                                                                                | 5× platina  | 3 000 000‡          |
| Egyesült Államok (RIAA)                                                                                                 | 8× platina  | 8 000 000‡          |
| Streaming |             |                     |
| Görögország (IFPI Greece)                                                                                               | 3× platina  | 18 000*             |
| Japán (RIAJ) | ezüst       | 30 000 000†         |
| ‡ Eladási+streaming példányszámok kizárólag a minősítés alapján. † Csak streaming számok kizárólag a minősítés alapján. |             |                     |

## Megjelenések
| Regió              | Dátum              | Formátum                     | Változat          | Kiadó(k)    | Forr.   |
| ------------------ | ------------------ | ---------------------------- | ----------------- | ----------- | ------- |
| Világszerte        | 2019. november 29. | Digitális letöltés streaming | Eredeti           | XO Republic | [ 175 ] |
| Olaszország        | 2019. december 13. | Poprádiós megjelenés         | Eredeti           | Universal   | [ 176 ] |
| Egyesült Királyság | 2019. december 20. | Poprádiós megjelenés         | Eredeti           | XO Republic | [ 177 ] |
| Egyesült Államok   | January 6, 2020    | Hot Adult rádiós megjelenés  | Eredeti           | XO Republic | [ 178 ] |
| Egyesült Államok   | 2020. január 7.    | Poprádiós megjelenés         | Eredeti           | XO Republic | [ 179 ] |
| Egyesült Királyság | 2020. január 11.   | Adult poprádiós megjelenés   | Eredeti           | XO Republic | [ 180 ] |
| Egyesült Államok   | 2020. február 4.   | Rhythmic rádiós megjelenés   | Eredeti           | XO Republic | [ 181 ] |
| Világszerte        | 2020. március 31.  | Digitális letöltés streaming | Major Lazer remix | XO Republic | [ 182 ] |
| Világszerte        | 2020. december 4.  | Digitális letöltés streaming | Rosalía remix     | XO Republic | [ 19 ]  |

## Fordítás
- Ez a szócikk részben vagy egészben  a   Blinding Lights című angol Wikipédia-szócikk fordításán alapul.  Az eredeti cikk szerkesztőit annak laptörténete sorolja fel. Ez a jelzés csupán a megfogalmazás eredetét és a szerzői jogokat jelzi, nem szolgál a cikkben szereplő információk forrásmegjelöléseként.